# Prevotellaceae
Prevotellaceae ist eine Familie von Bakterien. Die Typusgattung Prevotella ist zu Ehren des französischen Mikrobiologen André-Romain Prévot (1894–1982) benannt.

## Erscheinungsbild
Der Gram-Test ist negativ. Die Zellen sind stäbchenförmig, wie z. B. bei einigen Arten von Prevotella. Die Art Prevotella oryzae bildet filamentöse Stäbchen mit einer Länge von 20 bis 50 µm.

## Wachstum und Stoffwechsel
Alle Mitglieder der Prevotellaceae sind chemo-organotroph. Der Stoffwechselweg ist die Gärung. Die Arten sind anaerob. Die Art Prevotella oryzae, früher als Xylanibacter oryzae geführt, ist xylanolytisch, sie kann das Polysaccharid Xylan fermentieren.  Xylane sind pflanzliche Heteropolysaccharide und gehören zu den Hemicellulosen. Sie sind wichtige Bestandteile innerhalb der Zellwand von Pflanzenzellen. Organismen, die solche Stoffe nutzen können, spielen eine wichtige Rolle bei den Abbau von Pflanzenresten und sind wichtig für die Humusbildung innerhalb von Böden.
Andere Arten von Prevotella sind saccharolytisch, sie fermentieren verschiedene Kohlenhydrate. Schwach bis mäßig saccharolytisch ist auch Alloprevotella rava.

## Vorkommen
Die jeweiligen Arten besiedeln sehr verschiedene Lebensräume. So wurden Arten von Prevotella u. a. in der Mundhöhle des Menschen und im Darmtrakt von Tieren gefunden. Die Art Alloprevotella rava wurde ebenfalls aus der Mundhöhle des Menschen isoliert. Prevotella oryzae wurde von Reispflanzen isoliert. Paraprevotella clara und P. xylaniphila wurden im menschlichen Kot gefunden.
Ungefähr 70 % und 30 % der Prevotella sind resistent gegen Penicillin bzw. Clindamycin, während die Resistenz gegen Amoxicillin/Clavulanat und Metronidazol bei weniger als 10 % der klinischen Stämme, die für Blutstrominfektionen beim Menschen verantwortlich sind, berichtet wird.

## Systematik
Die Familie der Prevotellaceae wird zu der Ordnung Bacteroidales in der Abteilung der Bacteroidetes gestellt. Folgende vier Gattungen sind bekannt:
- Alloprevotella Downes et al. 2013
- Hallella Moore and Moore 1994
- Paraprevotella Morotomi et al. 2009
- Prevotella Shah and Collins 1990 emend. Sakamoto and Ohkuma 2012

Die Taxonomie der Gattung Hallella wurde diskutiert, die einzige, bisher bekannte Art Hallella seregens sollte der Gattung Prevotella zugehörig sein. Die Art Xylanibacter oryzae (einziger Vertreter der Gattung Xylanibacter) wurde 2012 zu der Gattung Prevotella gestellt (nun also als Prevotella oryzae (Ueki et al. 2006) Sakamoto and Ohkuma 2012 geführt). Auch einige Bacteroides-Arten wurden 1990 der Gattung Prevotella zugeordnet,  z. B. Bacteroides oralis als Prevotella oralis und Bacteroides denticola als Prevotella denticola.